# Jeannette Weiss Gruber
Jeannette Weiss Gruber, née le 1er juillet 1934 à Paris, est un peintre-verrier français.

## Biographie

### Jeunesse et famille
Fille de Jean-Jacques Gruber, petite-fille de Jacques Gruber, Jeanne voit le jour en 1934.
Mariée à Bernard Weiss en 1959, elle signe ses œuvres JWG. Elle est connue sous le nom de Jeannette Weiss Gruber.

### Particularités de son travail
Elle a utilisé des peignes et des éponges dès 1958 ou des blaireaux et des pinceaux selon les circonstances. Technique à laquelle elle a eu recours pour la réalisation des 2 baies de la chapelle Saint-Joseph de la cathédrale primatiale Saint Jean de Lyon en 1978.
Le blanc et le bleu sont ses couleurs préférées dans le vitrail.
Elle regarde avec des jumelles à l'envers pour imaginer le résultat dans l'édifice.
Comme le présente Aymerick Zublena, dans le texte de remise de sa médaille de la restauration en 2001, "Son objectif est d'insérer ses créations dans les différents édifices en s'imprégnant du cadre architectural et de la lumière, avec une recherche d'harmonie et d'équilibre avec les autres vitraux quand ils existent, tout en évitant les pastiches." Selon le même auteur, "Jeannette Weiss Gruber, depuis ses premières créations en 1955 dans l'atelier de son père et jusqu'à maintenant, a toujours, suivant l'environnement et sa propre sensibilité, été alternativement figurative, allusive ou abstraite, privilégiant aux courants dominants son interprétation de l'insertion dans le contexte et le dialogue avec les utilisateurs."

## Principales réalisations[3]

### 1954 - 1969: atelier Jacques Gruber
- 1955 : Église Saint Jean Baptiste de Sceaux (Hauts-de-Seine) : rosace de la façade.
- 1960 : Collégiale de Mantes (Yvelines) : triplet de la façade sous la rosace du XIIIe siècle.
- 1964 : Église de Saint Crépin aux Bois : deux baies du chœur.
- 1965 : Église de Pierrefonds (Oise) : trois abies du chœur.
- 1966 : Église de Caudebec-en-Caux (Seine-Maritime) : baies axe du chœur.
- 1969 : Cathédrale Primatiale Saint Jean de Lyon (Rhône) : baie est de la chapelle de la Vierge.

### 1969 - 1973: Détour au Québec
L'artiste s'exprime avec ses peintures sur aluminium, aluchromies.
Expositions :
- Galerie Art Pictural, 1971
- S.A.P.Q, place Bonaventure, Montréal, 1972
- Université de Montréal, janvier 1973
- Salon de l'aluminium de Chicoutimi, mai 1973
- Université de Sherbrooke, mai 1973

### 1973 - 1980: Retour à Paris
Elle enseigne l'histoire de l'art à l'école américaine.
- 1978 : Vitrail pour le laboratoire de Bernard Weiss à l'Inserm.
- 1978-79 : Cathédrale Primatiale Saint-Jean de Lyon (Rhône) : deux baies nord de la chapelle Saint-Joseph.

### 1980 - 2001: Dans son atelier villa d'Alésia
- 1981 : Église Saint-Étienne de Beauvais (Oise)[4] : baie du bas côté du chœur est.
- 1981 : Église de Kerfeunten (Finistère) : une baie de la nef nord.
- 1981 : Église d'Étioles (Essonne) : un vitrail de la façade et un vitrail dans la nef nord.
- 1981 : Chapelle de Villecroze (Var) : cinq petits vitraux et un oculus.
- 1984 : Église Saint-Étienne de Beauvais (Oise) : compléments des vitraux dépareillés du XVIe siècle dans deux baies bas côté sud.
- 1984 : Église de Kerfeunten (Finistère) : seconde baie de la nef nord.
- 1984-85 : Église de Darmannes (Haute-Marne) : quatre vitraux de la nef, deux vitraux dans le transept, cinq baies dans le chœur.
- 1985 : Cathédrale de Beauvais (Oise) : une baie dans une chapelle sud du transept, 25 m2 de création pour accompagner un donateur du XVe siècle et un autre du XIXe siècle.
- 1986 : Église de Champagne-sur-Oise (Oise) : douze vitraux dans la nef, une baie dans un portail de la nef sud, deux baies dans les bras du transept nord et sud, une petite rosace de façade.
- 1987 : Église de Pont-Sainte-Maxence (Oise) : deux baies de la nef sud et une baie de Gilles Rousvoual.
- 1988 : Église Saint-Étienne de Beauvais (Oise) : baie bas côté nord.
- 1988 : Église de Pont-Sainte-Maxence (Oise) : une baie de la nef nord et une petite rosace de façade.
- 1989 : Église Saint-Étienne de Beauvais (Oise) : compléments des vitraux dépareillés du XVIème et XIXe siècle dans une baie bas côté sud.
- 1991 : Église Notre-Dame de Niort (Deux-Sèvres)[5]: baie occidentale, création de compléments et restauration pour accompagner un arbre de Jessé du XVe siècle remanié au XVIIème et au XIXème.
- 1991, 1993 et 1997 : Cathédrale d'Amiens (Somme)[6],[7],[8]: réaménagement des restes de vitraux de deux baies du chœur dans trois baies de la chapelle Saint-François-d'Assise.
- 1994 : Église de l'Enclos Paroissial de La Martyre (Finistère) : nef nord, compléments de l'arbre de Jessé du XVIème Breton, cinq baies en harmonie avec l'arbre de Jessé, oculus de façade.
- 1996 : Église de l'Enclos Paroissial de La Martyre (Finistère) : nef sud, deux baies, deux vitraux et un réseau.
- 2001 : Église Abbatiale de Saint-Jean de Saverne (Bas-Rhin) : dix-huit vitraux dans les nefs nord et sud.
- 2001 : Église de Jouy-le-Comte (Val d'Oise) : une baie dans une chapelle sud.

## Distinctions
En 2001, elle reçoit la médaille de la restauration décernée par la Fondation Académie d'Architecture pour tout son travail.

## Galerie

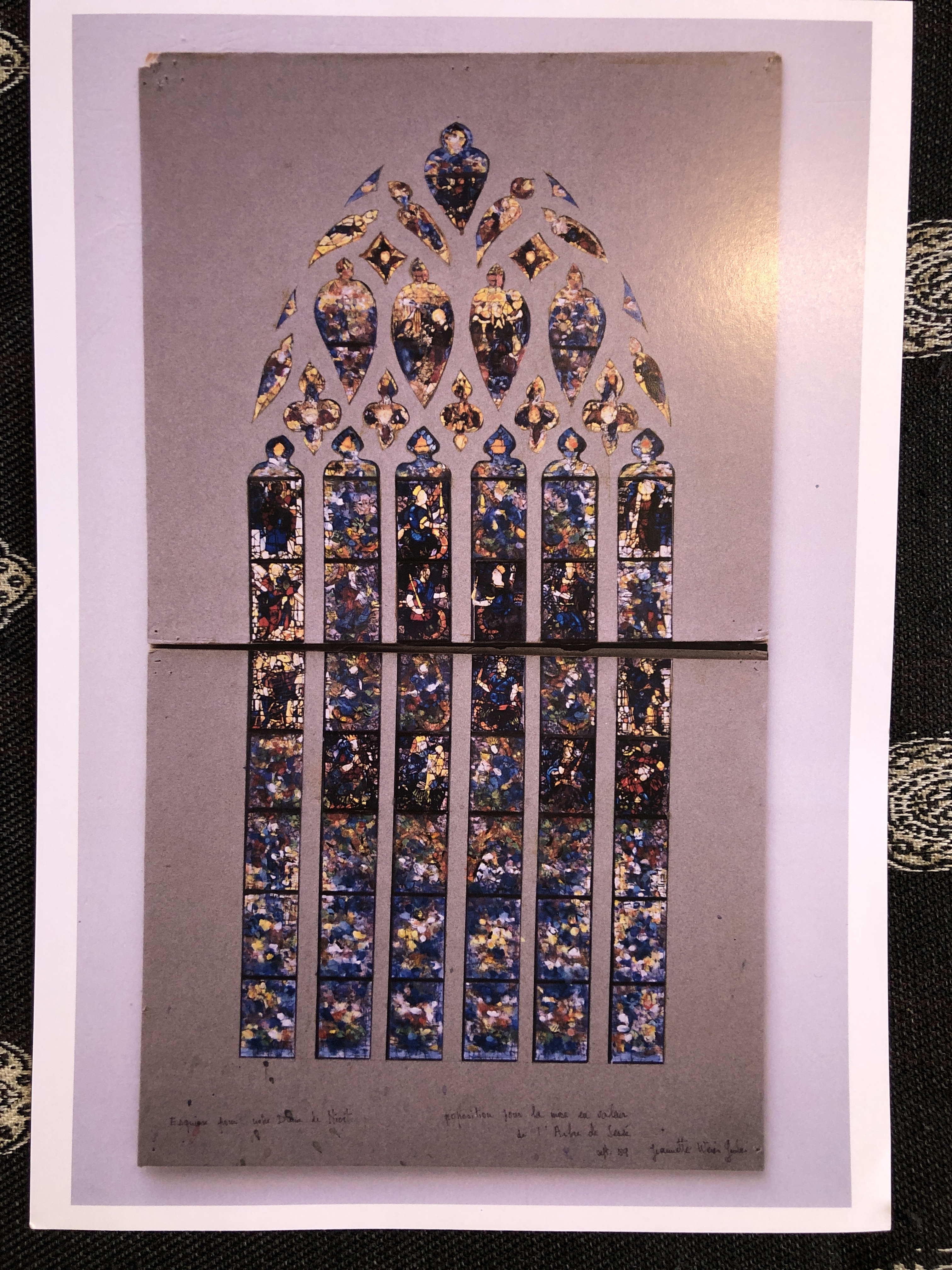
Maquette de l'arbre de Jessé pour l'église Notre-Dame de Niort
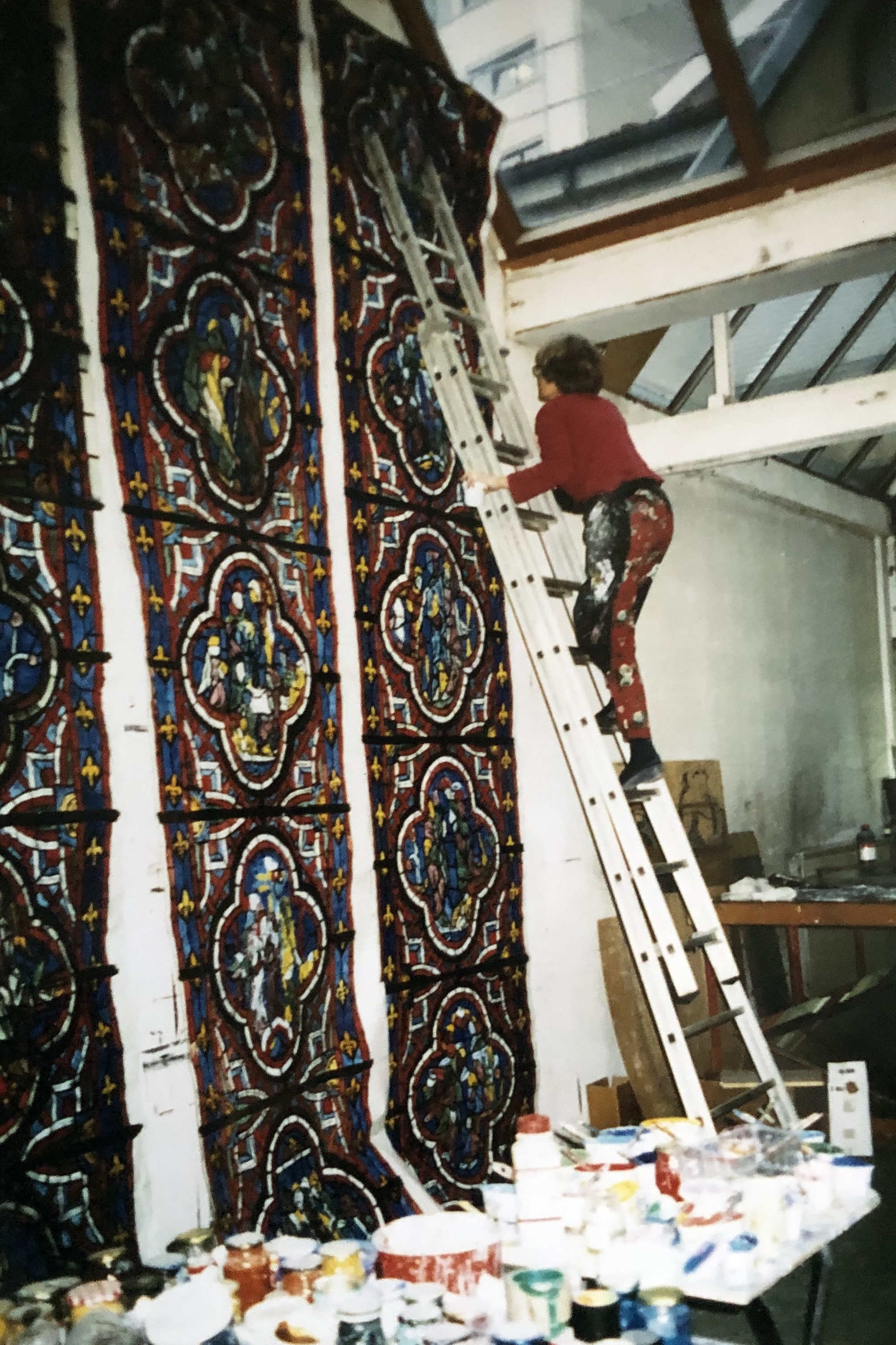
Jeannette prépare son travail pour la cathédrale d'Amiens.
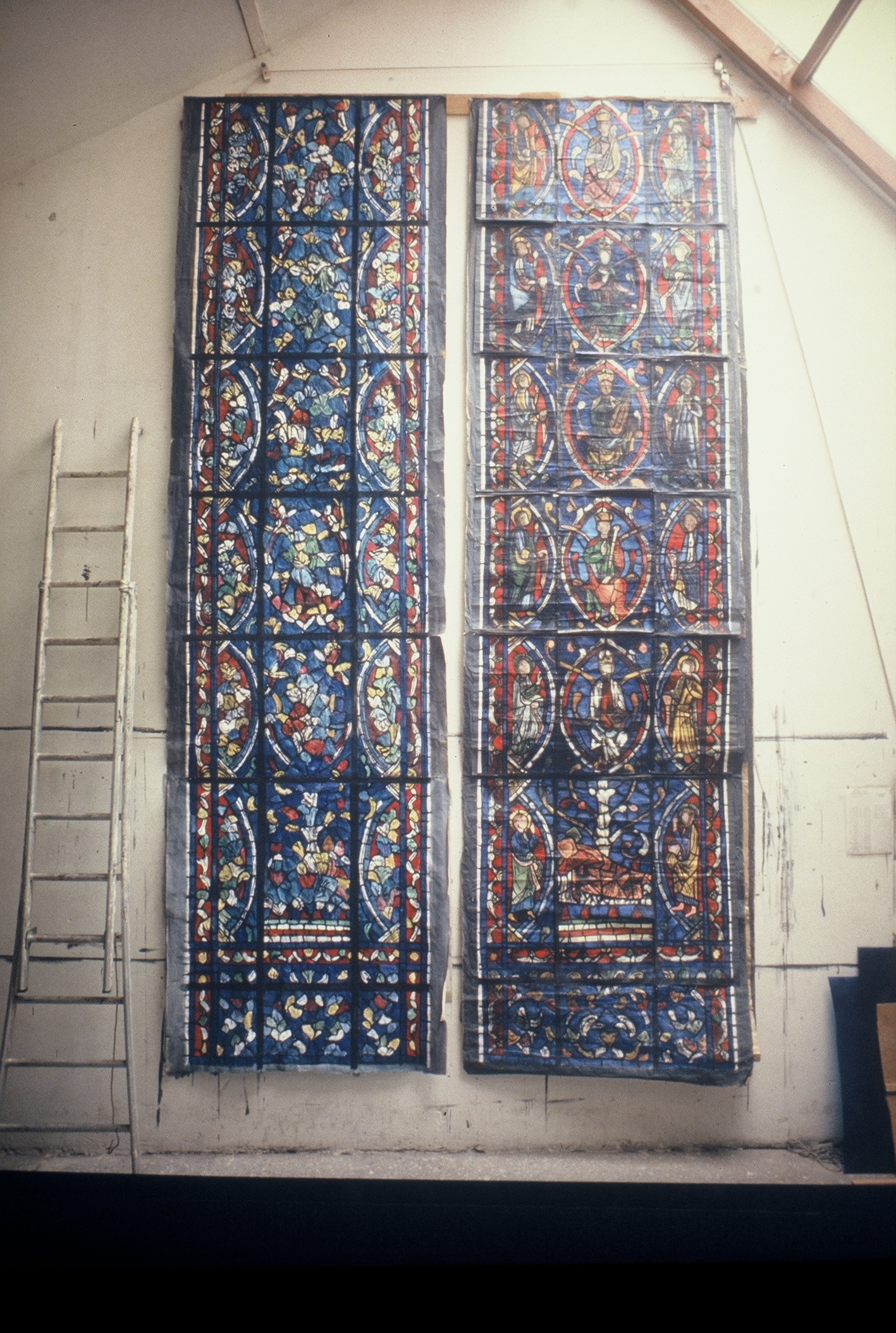
Cartons pour la cathédrale d'Amiens

## Publications évoquant son travail
- Le vitrail, revue des Métiers d'art, novembre 1982
- Un siècle de vitrail en Picardie, DRAC d'Amiens, 1989
- Le vitrail,Éditions du Cerf, Catherine Brissac, 1990
- Mains et merveilles, les artisans de qualité à Paris, Clémence Vernet, 1992
- Les couleurs du ciel, Éditions Gaud, 2002
- Amiens, les verrières de la cathédrale, Images du patrimoine de Picardie, 2003
- Revue du Musée des Confluences, présentant ses travaux dans la cathédrale de Lyon : oct 1999, nov 1999, déc 1999, fév 2000 et été 2001.